# Erwin Dirr
Erwin Georg Paul Dirr (* 15. Juni 1899 in Dettingen an der Erms; † 5. November 1936 in Calw) war ein deutscher Politiker.

## Leben
Von 1921 bis 1922 besuchte Erwin Dirr den staatlichen Verwaltungskurs. Später wurde er dann Bürgermeister in Stammheim im Oberamt Calw. 1933 erhielt er das Amt des Ersten Beigeordneten der Stadt Calw. Gleichzeitig wurde er Direktor des Gemeindeverbandes des Elektrizitätswerks Teinach. In dieser Funktion war er auch Mitglied des Aufsichtsrats der Elektrizitäts-Versorgung Württemberg AG.

## Politik
Zum 1. Oktober 1929 trat Dirr der NSDAP bei (Mitgliedsnummer 164.223). Er entwickelte sich zu einem der führenden Parteiaktivisten im Oberamt Calw und darüber hinaus in der gesamten Schwarzwaldregion. Er war SA-Sturmbannführer, später Obersturmbannführer und gründete das NSDAP-Organ „Schwarzwaldwacht“, das in Calw herausgegeben wurde. Seit 1932 war er NSDAP-Kreisleiter von Calw, ab 22. März 1933 ehrenamtlicher Unterkommissar für die Oberämter Calw, Freudenstadt, Leonberg, Nagold und Neuenbürg.
1932 und 1933 vertrat er Calw im württembergischen Landtag. Eine schwere Erkrankung hinderte ihn an weiteren politischen Aktivitäten. 37 Jahre alt geworden, starb er 1936. Reichsstatthalter Wilhelm Murr hielt bei seiner Beerdigung die Grabrede.

## Familie
Erwin Dirr war der Sohn des Bauers und Zieglers Karl Eugen Dirr (1873–1958) und seiner Frau Marie Friederike geb. Wurster in Dettingen an der Erms. Er hatte drei Geschwister. 1922 heiratete er Wilhelmine Elisabeth Kost. Das Ehepaar hatte vier Kinder. 

## Ehrungen
- Erwin-Dirr-Straße in Backnang-Sachsenweiler (seit 1945 umbenannt in Am Dresselbach).[2]